# Ophiogomphus smithi
Ophiogomphus smithi là loài chuồn chuồn trong họ Gomphidae. Loài này được Tennessen & Vogt mô tả khoa học đầu tiên năm 2004.